# Bernard de Girmont

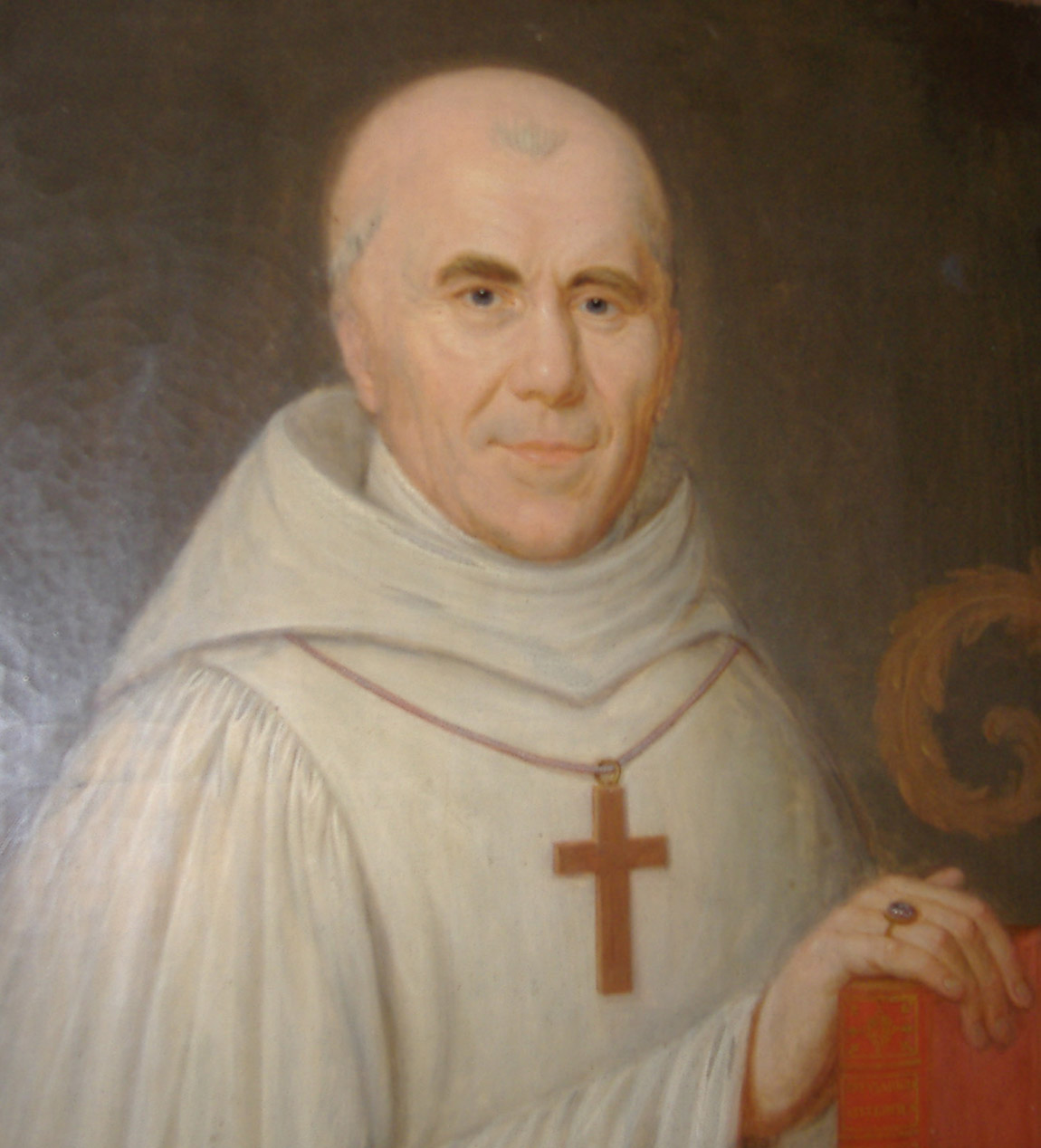
Abt Bernard de Girmont

Bernard de Girmont (* 26. Juni 1758 als Jean-François Le Bègue de Girmont in Mirecourt; † 22. Juni 1834 in Entrammes, Département Mayenne) war ein französischer Trappist, Prior, Abt und Klostergründer.

## Leben
Jean-François Le Bègue de Girmont, aus lothringischem Adel, trat in das Kloster Morimond ein und nahm den Ordensnamen Bernard an. Er legte am 8. September 1779 die Feierliche Profess ab und wurde am 31. Dezember 1783 zum Priester geweiht. Er war Novizenmeister, als das Kloster am 13. Februar 1790 durch die Französische Revolution aufgehoben wurde und er in seine Familie zurückkehrte. Am 25. Oktober 1798 trat er in das von Augustin de Lestrange im deutschen Exil gegründete Kloster Darfeld in Rosendahl, Westfalen, ein, wurde am 27. Oktober 1798 eingekleidet und legte am 1. November 1799 eine neuerliche Profess ab. Girmont war in Darfeld Gastmeister und betreute die Donaten (Klostermitglieder ohne Gelübde).
Bei Gründung der Darfelder Filiale St. Liborius in Driburg (heute: Bad Driburg) am 9. Dezember 1799 wurde er deren Prior. Sein Kloster hatte bis zu 60 Mönche und bis 1802 ein Erziehungsinstitut, das François-Marie Van Langendonck leitete. Prior Girmont, den Reisen zum Sammeln von Spenden bis nach Warschau führten, musste das Kloster 1803 aufgeben und ging in das inzwischen wieder eröffnete Mutterkloster Kartause La Valsainte.
Im August 1809 kehrte er in das inzwischen zur Abtei aufgestiegene Darfelder Kloster Kleinburlo zurück und wurde von seinem nunmehrigen Abt Eugène de Laprade wieder auf Reisen zum Spendensammeln geschickt. Nach Schließung des Klosters infolge der Aufhebung des Ordens durch Napoleon 1811 verließ er Darfeld zusammen mit Abt Laprade und tauchte unter. Erst am 20. August 1814 trat er zusammen mit dem Abt bei einer von König Ludwig XVIII. gewährten Audienz wieder in Erscheinung.
Als es durch Schenkung von Seiten des ehemaligen Darfelder Donaten Jean-Baptiste Le Clerc de La Roussière, eines engen Freundes von Girmont, am 21. Februar 1815 zur Neugründung von Kloster Port-du-Salut kam, wurde Girmont dessen erster Prior. Nach Erhöhung des Klosters in den Rang einer Abtei war Girmont von 1816 bis 1830 ihr erster Abt. Im Streit der zisterziensischen Reformen (Reform nach Rancé gegen die nie päpstlich anerkannte schärfere Valsainter Reform von Lestrange) kehrte er im Gefolge von Laprade zur Rancé-Reform zurück.